# Enes Halilović
Pour les articles homonymes, voir Halilović.
Œuvres principales
- Pesme iz bolesti i zdravlja (2011)
- Zidovi (2014)

Enes Halilović (en serbe cyrillique : Енес Халиловић ; né le 5 mars 1977 à Novi Pazar) est un prosateur, un poète, un dramaturge, un journaliste, un juriste et un économiste serbe. Il a remporté plusieurs prix récompensant son œuvre littéraire.

## Biographie
Né à Novi Pazar, Enes Halilović Il a créé l’agence de presse Sanapress, la revue littéraire Sent et la revue internet d’entretiens littéraires Eckermann.

## Œuvres
Poésie
- Srednje slovo (Lettre de milieu), UPS, Novi Pazar, 1995.
- Bludni parip (Une Rosse débauchée), Agena, Belgrade, 2000.
- Listovi na vodi (Feuillets sur l’eau), Prosveta, Belgrade, 2007.
- Pesme iz bolesti i zdravlja (Poèmes de la maladie et de la santé), Konras, Belgrade, 2011  (ISBN 978-8675520559).
- Zidovi (Murs), Albatros Plus, 2014  (ISBN 978-8660811464).

Récits
- Potomci odbijenih prosaca (Descendants des prétendants rejetés), Rad, Belgrade, 2004.
- Kapilarne pojave (Phénomènes capillaires), Treći Trg, Belgrade, 2006  (ISBN 978-8686337047).
- Ep o vodi (Épopée sur l'eau), Albatros Plus, 2012  (ISBN 978-8660810979).
- Silinmiş Haberler, Siirden Yayinlari, 2014, en turc  (ISBN 978-6058642157).

Théâtre
- In vivo, Prosveta, Belgrade, 2004.
- Kemet, 2010.

## Récompenses
- Prix Branko Miljković, 2011[2],[3].
- Prix Đura Jakšić, 2012[4].
- Prix Meša Selimović, 2014[5],[6].